# Zandvoortsche Hockey Club
Zandvoortsche Hockey Club is een hockeyclub uit Zandvoort. Zandvoort is een kleine, snelgroeiende hockeyclub. De club heeft 1 waterveld en 1 zandingestrooid veld en ligt in de duinen vlak naast Circuit Park Zandvoort